# L'autopompa fantasma
L'autopompa fantasma (titolo originale Brandbilen som försvann) è un romanzo poliziesco scritto nel 1969 dalla coppia di autori svedesi Maj Sjöwall e Per Wahlöö. Il romanzo è il quinto della serie in cui indaga il commissario di polizia di Stoccolma Martin Beck.

## Edizioni
- Maj Sjöwall e Per Wahlöö, L'autopompa fantasma, traduzione di Hilia Brinis (dall'inglese), collezione Gialli Garzanti, Garzanti, 1974,  p. 208.

- Maj Sjöwall e Per Wahlöö, L'autopompa fantasma, traduzione di Renato Zatti, collana La memoria, Sellerio Editore, 2008,  p. 376, ISBN 88-389-2267-5.